# 벨코 실험
《더 벨코 익스페리먼트》(영어: The Belko Experiment)는 2016년 미국의 액션 심리 공포 영화이다. 그레그 매클레인이 연출하고 제임스 건이 각본을 썼다. 2016년 제41회 토론토 국제 영화제에서 처음 공개되었으며, 이듬해 3월 미국에서 개봉하였다.

## 줄거리
콜롬비아 보고타의 벨코 인더스트리에서 일하는 외노자 80명이 어느 날 갑자기 회사 건물 안에 가둬진다. 사내 방송 목소리는 서로를 죽이라는 지시를 내리고, 사람들이 이에 따르지 않자 본보기로 몇 명을 무작위로 죽여버린다. 직원 중 마이크와 배리가 반목하는 두 세력의 주축이 되고, 일부를 선별해 죽이는 편이 경제적이라는 배리의 주장과 죽을 사람을 골라내는 오만한 행동을 하지 말자는 마이크의 주장이 맞선다.
최후에 홀로 살아남은 마이크를 군인들이 방송 목소리의 주인공이 있는 조종실로 데려간다. 마이크가 이유를 묻자 자신들은 국제 조직 일원이며 그저 사회학 데이터를 모을 뿐이라는 답이 돌아온다. 사람들 시체에서 수거했던 폭탄을 몰래 이들의 주머니에 넣어두었던 마이크는 조종실의 폭탄 스위치를 올려 폭탄을 터트린 뒤 총을 쏘아 이들을 죽인다. 마이크가 밖으로 나와 안도하는 사이 수많은 장소에서 유사한 실험이 이뤄지고 있음이 밝혀지고 마이크를 제2단계로 이동시킨다는 목소리가 들린다.

## 출연
- 존 갤러거 주니어 - 마이크 밀치 역
- 토니 골드윈 - 배리 노리스 역
- 아드리아 아르호나 - 리앤드라 플로레즈 역
- 존 C. 맥긴리 - 웬들 듀크스 역
- 멜로니 디애즈 - 대니얼 "대니" 윌킨스 역
- 오윈 요먼 - 테리 윈터스 역
- 숀 건 - 마티 에스펀샤이드 역
- 브렌트 섹스턴 - 빈센트 "빈스" 애거스티노 역
- 조시 브레너 - 키스 매클루어 역
- 데이비드 더스몰천 - 얼론조 "로니" 크레인 역
- 데이비드 델리오 - 로버토 헤레스 역
- 그레그 헨리 - 목소리 역
- 마이클 루커 - 버드 멜크스 역
- 러스티 슈위머 - 페기 디스플레이지아 역
- 에이브러햄 벤루비 - 쳇 밸린코트 역
- 스티븐 블랙하트 - 로버트 히클런드 역
- 벤저민 바이런 데이비스 - 앤토니오 파울러 역
- 미케일라 후버 - 라지야 머마리언 역

## 같이 보기
- 토너먼트 (영화)
- 메이헴 (영화)